# 河陽駅
河陽駅（ハヤンえき）は、大韓民国慶尚北道慶山市河陽邑にある、韓国鉄道公社（KORAIL）および大邱都市鉄道1号線の駅である。

## 接続する鉄道路線
韓国鉄道公社　
大邱線　
大邱交通公社
1号線

## 駅構造

### 韓国鉄道公社
島式ホーム2面4線の地上駅である。

### 大邱交通公社
相対式ホーム2面2線の高架駅である。

## 駅周辺
- 大邱カトリック大学校暁星キャンパス

## 歴史
- 1917年12月24日：開業。
- 2011年4月7日：大邱線複線電化工事開始[1]。
- 2021年3月30日：大邱線複線電化工事完成。
- 2021年5月20日：新駅舎完成。
- 2023年12月18日：ITX-マウムの運行開始。
- 2024年12月21日：大邱都市鉄道1号線開業[2]。

## 隣の駅
韓国鉄道公社　
大邱線（東大邱駅 - 佳川駅間は京釜線）
東大邱駅 - (顧母駅) - (佳川駅) - (琴江駅) - (清泉駅) - 河陽駅 - (琴湖駅) - 永川駅
大邱都市鉄道
1号線
釜湖駅 (148) - 河陽駅 (149)